# Jakob van Hoddis

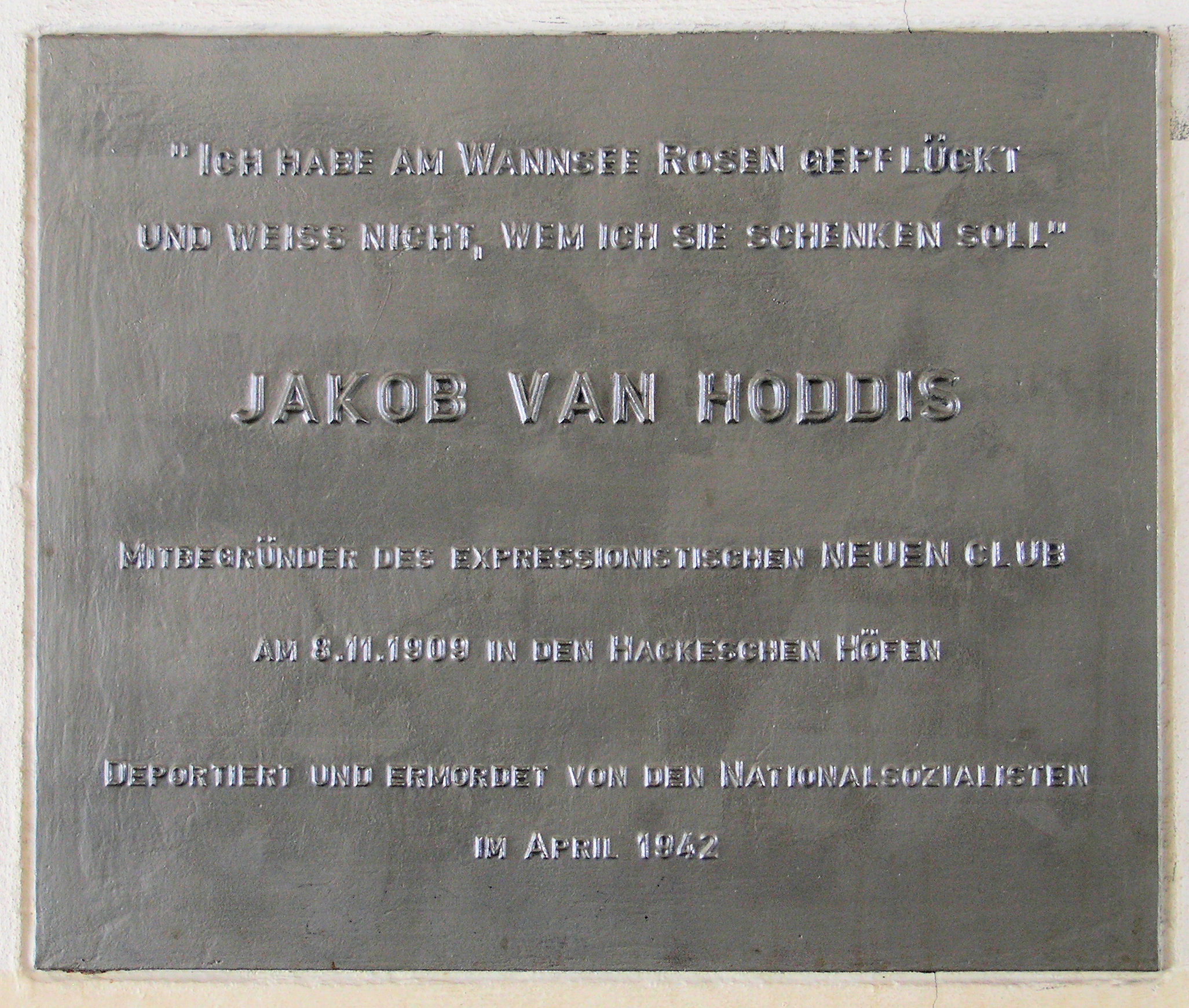
Pamětní deska v Berlíně (Rosenthaler Straße 40, Berlin-Mitte)

Jakob van Hoddis (vlastním jménem Hans Davidsohn, 16. května 1887 Berlín – květen nebo červen 1942 pravděpodobně koncentrační tábor Sobibór, Polsko) byl německý expresionistický básník židovského původu. Jeho nejslavnější báseň Světaskon (Weltende, 1911) je pokládána za vůbec první expresionostickou báseň. Jeho básně se vyznačují groteskním stylem, černým humorem a zároveň přísně dodržovanou veršovou formou. Typické jsou pro něj temné a katastrofické obrazy smrti, podzimu a zániku, popisované ovšem velmi sarkastickým způsobem. Patřil k nejvlivnějším expresionistickým básníkům.

## Život
Narodil se v rodině židovského lékaře Hermanna Davidsohna a jeho ženy Doris. Byl nejstarším ze čtyř sourozenců. Jeho tetou byla německá lyrická básnířka Friederike Kempnerová.
Od roku 1893 navštěvoval gymnázium Fridicha Wiléma v rodném Berlíně, tam začal psát své první básně. Roku 1905 školu opustil, aby se vyhnul vyloučení a maturitu složil externě o rok později. Poté se věnuje studiu architektury a filologie. Na univerzitě vstupuje do Svobodného vědeckého společenství (Freie wissenschaftliche Vereinigung), kde poznává nové přátele, především Kurta Hillera. V roce 1909 založil skupinu Nový klub (Der Neue Club), ke které se přidali jeho přátelé Kurt Hiller, Georg Heym, Ernst Blass, Erich Unger, Alfred Lichtenstein a později Else Lasker-Schülerová. Pořádali spolu literární večery, které nazvali Neopatetický kabaret. Po smrti svého otce (1909) působil pod pseudonymem van Hoddis, který je anagramem jeho občanského příjmení.
Jeho báseň Weltende se roku 1911 stala základem raného expresionismu a je pokládána za vůbec první expresionistickou báseň. Poprvé vyšla v časopise Der Demokrat. Ve stejném roce byl ovšem vyloučen z univerzity pro zanedbávání povinností. V dalším roce odešel do Mnichova, kde se obrátil ke katolicismu. Zde se poprvé začala projevovat jeho psychóza, psychicky se zhroutil, pro rozpory se svou rodinou se odstěhoval do léčebny ve Wolbecku u Münsteru a později trávil čas v různých léčebných ústavech.
Cestoval do Paříže a po Německu a roku 1914 se vyčerpán a zcela bez prostředků vrátil do Berlína, kde přednesl svou poslední přednášku v Novém Clubu. Van Hoddisovy životní podmínky se zhoršovaly, ztrácel přátele, nebyl přijat na universitu, duševně se zhroutil a musel být hospitalisován. Od roku 1914 se zhoršovalo jeho duševní zdraví a od roku 1915 musel být soustavně v lékařské péči. Ranou je pro něj smrt bratra Ludvíka na frontě (1915). V roce 1918 Franz Pfemfert vydal sbírku s několika van Hoddisovými básněmi a jeho básně byly přednášeny například v Galerii DADA ve švýcarském Zürichu. Hned po válce odešel jeho bratr Ernst z Německa do Palestiny.
Od roku 1922 se van Hoddis podrobil intenzivní lékařské péči v Tübingenu a ještě později (od roku 1927) v Göppingenu.
Když se Hitler v roce 1933 stal kancléřem, matka Doris s dcerami emigrovala do Palestiny. Jakob van Hoddis ale jako nesvéprávný nemohl odjet ze země a proto zůstal v Německu. Třicátého dubna 1942 byl spolu s pěti sty dalšími chovanci ústavu odvezen do vyhlazovacího tábora Sobibor, kde byli všichni zavražděni. Přesné datum smrti není známé.

## Ukázka
Světaskon
Z měšťácké ostré lbi se klobouk zdvih,

vzduch jak by chvěl se v pokřiku a pláči,

pádem se rozpolcují pokrývači

a potopa prý stoupá na březích.

Vichr je zde a divé moře líže

už břeh a hodlá hráze provalit.

Více či méně s rýmou chodí lid.

Vlaky se řítí z mostů kamsi níže.

(překlad Ludvík Kundera)